# Чудотворская улица (Иркутск)
Чудотво́рская улица — улица в Правобережном округе города Иркутска, одна из центральных и старейших улиц города. Расположена в историческом центре между параллельными ей улицами Марата и Гаврилова, начинается от пересечения с Цесовской набережной, заканчивается пересечением с улицей Чкалова.

## История
В 1703 году выходцами из Великого Устюга была построена первая деревянная церковь во имя святых Прокопия и Иоанна, Устюжских Чудотворцев. В 1741 году на средства иркутского купца М. И. Глазунова была заложена каменная Чудотворская церковь. 
Улица получила название по имени церкви и стала называться Чудотворской. В 1920 году была переименована в улицу Бограда. В 1930-е годы церковь была закрыта, затем снесена, на её месте был построен жилой дом. На его стене установлен деревянный крест и памятная доска. На улице сохранился бывший дом священника с постройками и сквером.
В 2009 году на улице Бограда появились аншлаги с её историческим названием.
В 2012 году комиссия по топонимике при администрации Иркутска предложила вернуть улице Бограда историческое название и именовать её Чудотворской. В 2014 году вопрос о переименовании улиц в Иркутске было предложено вынести на общегородской референдум.
В декабре 2013 года на углу улиц Бограда и Сурикова был открыт новый корпус родильного дома. Примечательно, что это медицинское учреждение с 1960-х годов, с момента открытия имеет народное название «Роддом на Бограда», несмотря на то, что старый корпус расположен на улице Сурикова и имеет соответствующий юридический адрес.
26 мая 2016 года мэр города Иркутска Дмитрий Бердников подписал постановление о переименовании улицы Бограда в Чудотворскую. 